# Bidens urceolata
Bidens urceolata là một loài thực vật có hoa trong họ Cúc. Loài này được De Wild. mô tả khoa học đầu tiên năm 1903.